# Maniltoa megalocephala
Maniltoa megalocephala är en ärtväxtart som beskrevs av Hermann August Theodor Harms. Maniltoa megalocephala ingår i släktet Maniltoa och familjen ärtväxter. Inga underarter finns listade i Catalogue of Life.